# 高嶺のなでしこ
高嶺のなでしこ（たかねのなでしこ）は、日本の女性アイドルグループ。HoneyWorksのサウンドプロデュースにより、2022年にデビュー。所属事務所はTWIN PLANET。所属レーベルはビクターエンタテインメント。略称は「たかねこ」。

## 概要
2022年、JDOLオーディションで選抜された7人と、元ラストアイドルの3人の計10人で結成。「高嶺」のように手に入れることのできない多くの人から憧れられる、「大和撫子」のように日本女性の清楚な美しさとかわいらしさを持った、誇り高きアイドルグループになってほしいという願いを込めて名付けられた。
サウンドプロデューサーは、クリエイターユニットHoneyWorksが担当。オーディションアンバサダーは、村重杏奈（元HKT48）、前田裕二（SHOWROOM代表取締役社長）。
2022年8月7日にTIF2022でステージデビュー。
日本武道館に立つことを、グループ目標としている。

## 年譜

### 2022年
- 7月10日、最終候補生36名によるJDOLオーディション最終審査を行い、新規アイドルユニットを結成する合格者7名が決定[7]。
- 8月5日、グループ名発表。元ラストアイドルから松本ももな、橋本桃呼、籾山ひめりの3名が加入[8]。
- 8月7日、「TOKYO IDOL FESTIVAL 2022 supported by にしたんクリニック」にて初お披露目。1曲目「アンチファン」、2曲目「ユメムスビ」、3曲目「青春トレイン（ラストアイドル カバー）」[9][10]。
- 8月7日、公式ホームページ、ショップ、SHOWROOMアカウント開設。
- 8月10日、SHOWROOMにて「私達の事を知って下さい! 高嶺のなでしこ☆お披露目特番!」を配信。プチファンミーティングのコーナーで略称が「たかねこ」に決定[11]。
- 8月27日、横浜アリーナにて開催された@JAM EXPO 2022のステージにおいて、10月26日にCDデビューすることが発表された[12]。
- 10月31日、豊洲PITにて「高嶺のなでしこ 1stファンミーティング」を開催[13]。

### 2023年
- 9月3日、今冬のメジャー・デビューを発表[14]。
- 10月16日、酪農応援プロジェクトアンバサダーに就任[15]。
- 11月1日、ビクターエンタテインメントよりメジャー・デビュー・シングル「美しく生きろ」リリース決定を発表[16]。

### 2024年
- 2月21日、メジャーデビュー。東京・東急歌舞伎町タワー屋外ステージでリリースイベントを開催[17]。
- 5月29日、『千鳥の鬼レンチャン』のスピンオフ特番「FNS鬼レンチャン歌謡祭」でものまね芸人のほいけんたと「可愛くてごめん」でコラボした[18]。

### 2025年
- 5月26日、春野莉々が無期限で活動休止することが発表された[19][20][21][22][23]。
- 7月31日、春野莉々がグループを脱退することが発表される[24]。

## メンバー
| 名前                             | 生年月日               | 出身地   | 血液型 | メンバーカラー | 備考                                                            |
| -------------------------------- | ---------------------- | -------- | ------ | -------------- | --------------------------------------------------------------- |
| 城月菜央 （きづき なお）         | 2003年12月25日（21歳） | 埼玉県   | B型    | 黄             | 元ヒロインとロマンスのまにまに、#PEXACOA(シルバー担当)          |
| 涼海すう （すずみ すう）         | 2007年8月22日（17歳）  | 大阪府   | AB型   | 水色           |                                                                 |
| 橋本桃呼 （はしもと ももこ）     | 2003年6月28日（22歳）  | 山口県   | AB型   | 濃いピンク     | 元ハロプロ研修生、元ラストアイドル2期生                         |
| 葉月紗蘭 （はづき さあら）       | 2007年3月3日（18歳）   | 三重県   | 不明   | 白             |                                                                 |
| 東山恵里沙 （ひがしやま えりさ） | 2006年5月28日（19歳）  | 岐阜県   | AB型   | オレンジ       | 元ZEST MUSIC SCHOOLスクール生                                   |
| 日向端ひな （ひなはた ひな）     | 2002年10月30日（22歳） | 神奈川県 | O型    | 紫             |                                                                 |
| 星谷美来 （ほしたに みくる）     | 2003年11月6日（21歳）  | 東京都   | O型    | 赤             | 元おにごっ娘、元ねがいごと。                                    |
| 松本ももな （まつもと ももな）   | 2002年10月12日（22歳） | 神奈川県 | B型    | 薄ピンク       | 元アモレカリーナ、元ラストアイドル1期生、シュークリームロケッツ |
| 籾山ひめり （もみやま ひめり）   | 2004年3月22日（21歳）  | 栃木県   | B型    | 青             | キャプテン 元ラストアイドル1期生、Someday Somewhere             |

元メンバー
| 名前                     | 生年月日              | 出身地 | 血液型 | メンバーカラー | 備考                                               |
| ------------------------ | --------------------- | ------ | ------ | -------------- | -------------------------------------------------- |
| 春野莉々 （はるの りり） | 2004年1月16日（21歳） | 長野県 | A型    | 緑             | 2025年5月より活動休止。2025年7月31日、脱退を発表。 |

## 作品

### シングル
|                                     | リリース日                  | タイトル                         | 最高位                      | 販売形態                    | 規格品番                    | 形態                        |
| TAKANEKOchan MUSIC レーベル         | TAKANEKOchan MUSIC レーベル | TAKANEKOchan MUSIC レーベル      | TAKANEKOchan MUSIC レーベル | TAKANEKOchan MUSIC レーベル | TAKANEKOchan MUSIC レーベル | TAKANEKOchan MUSIC レーベル |
| ----------------------------------- | --------------------------- | -------------------------------- | --------------------------- | --------------------------- | --------------------------- | --------------------------- |
| 1                                   | 2022年10月26日              | アンチファン                     | 18位                        | CD                          | SNCL-00068                  |                             |
| 1                                   | 2022年10月26日              | アンチファン                     | 18位                        | CD                          | SNCL-00069                  | たかねこ盤                  |
| ビクターエンタテインメント レーベル |                             |                                  |                             |                             |                             |                             |
| 1                                   | 2024年2月21日               | 美しく生きろ/恋を知った世界      | 4位                         | CD+BOOK                     | VIZL-2285                   | スペシャル盤                |
| 1                                   | 2024年2月21日               | 美しく生きろ/恋を知った世界      | 4位                         | CD+DVD                      | VIZL-2286                   | 初回生産限定盤A             |
| 1                                   | 2024年2月21日               | 美しく生きろ/恋を知った世界      | 4位                         | CD+DVD                      | VIZL-2287                   | 初回生産限定盤B             |
| 1                                   | 2024年2月21日               | 美しく生きろ/恋を知った世界      | 4位                         | CD                          | NCS-10292                   | ソロ盤                      |
| 1                                   | 2024年2月21日               | 美しく生きろ/恋を知った世界      | 4位                         | CD                          | VICL-37719                  | たかねこ盤                  |
| 2                                   | 2024年12月11日              | I’M YOUR IDOL/アドレナリンゲーム | 3位                         | CD+BOOK                     | VIZL-2372                   | スペシャル盤A               |
| 2                                   | 2024年12月11日              | I’M YOUR IDOL/アドレナリンゲーム | 3位                         | CD+BOOK                     | VIZL-2373                   | スペシャル盤B               |
| 2                                   | 2024年12月11日              | I’M YOUR IDOL/アドレナリンゲーム | 3位                         | CD+DVD                      | VIZL-2374                   | 初回生産限定盤A             |
| 2                                   | 2024年12月11日              | I’M YOUR IDOL/アドレナリンゲーム | 3位                         | CD+DVD                      | VIZL-2375                   | 初回生産限定盤B             |
| 2                                   | 2024年12月11日              | I’M YOUR IDOL/アドレナリンゲーム | 3位                         | CD                          | VICL-37753                  | たかねこ盤                  |

### 配信
| #  | サブスク配信日 | タイトル                                                             | 備考                                                               |
| -- | -------------- | -------------------------------------------------------------------- | ------------------------------------------------------------------ |
| 1  | 2022年10月1日  | アンチファン                                                         | JDOLオーディション課題曲                                           |
| 2  | 2022年10月1日  | ユメムスビ                                                           | JDOLオーディション課題曲                                           |
| 3  | 2022年12月26日 | 女の子は強い                                                         |                                                                    |
| 4  | 2023年1月27日  | 可愛くてごめん（たかねこver.）                                       |                                                                    |
| 5  | 2023年2月4日   | 乙女どもよ。                                                         |                                                                    |
| 6  | 2023年3月20日  | 男の子の目的は何?（たかねこver.）                                    |                                                                    |
| 7  | 2023年4月4日   | 革命の女王                                                           |                                                                    |
| 8  | 2023年4月4日   | 僕は君になれない                                                     |                                                                    |
| 9  | 2023年7月4日   | 初恋のひと。                                                         |                                                                    |
| 10 | 2023年7月9日   | 決戦スピリット                                                       |                                                                    |
| 11 | 2023年7月15日  | ヒロインは平均以下。                                                 |                                                                    |
| 12 | 2023年7月23日  | 月曜日の憂鬱                                                         |                                                                    |
| 13 | 2023年9月3日   | すきっちゅーの!                                                      |                                                                    |
| 14 | 2023年9月9日   | 17歳                                                                 |                                                                    |
| 15 | 2023年10月16日 | いつか私がママになったら                                             |                                                                    |
| 16 | 2024年1月19日  | 美しく生きろ                                                         |                                                                    |
| 17 | 2024年2月4日   | 可愛いって言われたい                                                 | ユニット曲(城月菜央、涼海すう、葉月紗蘭、星谷美来、松本ももな)     |
| 18 | 2024年2月7日   | 私は怪物                                                             | ユニット曲(橋本桃呼、春野莉々、東山恵里沙、日向端ひな、籾山ひめり) |
| 19 | 2024年2月21日  | 恋を知った世界                                                       |                                                                    |
| 20 | 2024年3月25日  | 推しの魔法                                                           |                                                                    |
| 21 | 2024年4月21日  | センパイ。 (feat. ハコニワリリィ, 可憐なアイボリー & 高嶺のなでしこ) |                                                                    |
| 22 | 2024年5月12日  | メイド☆至上主義                                                      |                                                                    |
| 23 | 2024年6月5日   | 私より好きでいて                                                     |                                                                    |
| 24 | 2024年7月14日  | モテチェン!                                                          |                                                                    |
| 25 | 2024年9月8日   | LOVE ANTHEM                                                          |                                                                    |
| 26 | 2024年11月6日  | アドレナリンゲーム                                                   |                                                                    |
| 27 | 2024年11月27日 | I’M YOUR IDOL                                                        |                                                                    |
| 28 | 2025年2月9日   | 小悪魔だってかまわない!                                              |                                                                    |
| 29 | 2025年4月7日   | Cute for life                                                        | 2月14日 TikTok先行配信                                             |
| 30 | 2025年4月30日  | メランコリックハニー                                                 |                                                                    |
| 31 | 2025年5月28日  | アイドル衣装                                                         |                                                                    |
| 32 | 2025年6月18日  | 初恋のこたえ。                                                       |                                                                    |
| 33 | 2025年7月2日   | ライフクエスト                                                       |                                                                    |
| 34 | 2025年8月20日  | この世界は嘘でできている                                             |                                                                    |

### ミュージックビデオ・ダンスパフォーマンスビデオ
| #  | YouTube公開日  | タイトル                                                             | 振付師                           |
| -- | -------------- | -------------------------------------------------------------------- | -------------------------------- |
| 1  | 2022年8月27日  | アンチファン                                                         | 日下このみ                       |
| 2  | 2022年10月1日  | ユメムスビ                                                           | 日下このみ                       |
| 3  | 2022年12月25日 | 女の子は強い                                                         | 高良舞子                         |
| 4  | 2022年11月18日 | 可愛くてごめん（たかねこver.）                                       | SACO MAKITA                      |
| 5  | 2022年10月24日 | 乙女どもよ。                                                         | NaNa                             |
| 6  | 2023年3月20日  | 男の子の目的は何?（たかねこver.）                                    | SACO MAKITA                      |
| 7  | 2023年4月21日  | 革命の女王                                                           | NaNa                             |
| 8  | 2023年4月21日  | 僕は君になれない                                                     | 沢口かなみ                       |
| 9  | 2023年7月1日   | 初恋のひと。                                                         | 木下菜津子                       |
| 10 | 2023年6月22日  | 決戦スピリット                                                       | akane                            |
| 11 | 2023年6月21日  | ヒロインは平均以下。                                                 | SACO MAKITA                      |
| 12 | 2023年7月21日  | 月曜日の憂鬱                                                         | SACO MAKITA                      |
| 13 | 2023年9月1日   | すきっちゅーの!                                                      | SACO MAKITA                      |
| 14 | 2023年9月3日   | 17歳                                                                 | SACO MAKITA                      |
| 15 | 2023年12月16日 | いつか私がママになったら                                             | RINO HONDA                       |
| 16 | 2024年1月19日  | 美しく生きろ                                                         | akane                            |
| 17 | 2024年2月3日   | 可愛いって言われたい                                                 | SACO MAKITA                      |
| 18 | 2024年2月6日   | 私は怪物                                                             | ZAZA(KAGARI&YUKI)                |
| 19 | 2024年2月21日  | 恋を知った世界                                                       | RINO HONDA                       |
| 20 | 2024年3月22日  | 推しの魔法                                                           | らん先生                         |
| 21 | 2024年4月20日  | センパイ。 (feat. ハコニワリリィ, 可憐なアイボリー & 高嶺のなでしこ) | NaNa                             |
| 22 | 2024年5月11日  | メイド☆至上主義                                                      | いどみん                         |
| 23 | 2024年6月29日  | 私より好きでいて                                                     | RINO HONDA                       |
| 24 | 2024年7月14日  | モテチェン！                                                         | ローカルカンピオーネ、籾山ひめり |
| 25 | 2024年9月7日   | LOVE ANTHEM                                                          | 佐藤マリン                       |
| 26 | 2024年10月7日  | アドレナリンゲーム(Dance Special ver.)                               | ZAZA                             |
| 27 | 2024年11月27日 | I'M YOUR IDOL                                                        | akane                            |
| 28 | 2024年12月11日 | アイのウイルス                                                       | RINO HONDA                       |
| 29 | 2025年2月8日   | 小悪魔だってかまわない!                                              | RINO HONDA                       |
| 30 | 2025年4月7日   | Cute for life                                                        | らん先生                         |
| 31 | 2025年4月30日  | メランコリックハニー                                                 | RINO HONDA                       |
| 32 | 2025年5月28日  | アイドル衣装                                                         | RINO HONDA                       |
| 33 | 2025年6月18日  | 初恋のこたえ。                                                       |                                  |
| 34 | 2025年7月2日   | ライフクエスト                                                       | 籾山ひめり                       |

## タイアップ
| 楽曲                     | タイアップ                                                                 | 時期              |
| ------------------------ | -------------------------------------------------------------------------- | ----------------- |
| いつか私がママになったら | 高嶺のなでしこがアンバサダーを務める『酪農応援プロジェクト』イメージソング | 2023年10月～      |
| 美しく生きろ             | テレビ神奈川(TVK)「関内デビル」テーマソング                                | 2024年2月         |
| アドレナリンゲーム       | TVアニメ『逃走中 グレートミッション』エンディングテーマ                    | 2024年10月～12月  |
| I'M YOUR IDOL            | TBSテレビ『王様のブランチ』エンディングテーマ                              | 2024年12月        |
| アイのウイルス           | 映画『悪鬼のウイルス』主題歌                                               | 2025年1月24日公開 |
| メランコリックハニー     | JOYSOUNDタイアップソング                                                   |                   |
| ライフクエスト           | テレビ東京 ドラマ25「晩酌の流儀４ 〜夏編〜」エンディングテーマ             |                   |

## 公演

### 主催ライブ・イベント

#### 2022年
- 高嶺のなでしこ1stファンミーティング（10月31日、豊洲PIT、MC：村重杏奈）

- たかねこクリスマスパーティ2022（12月25日、Mixalive TOKYO 6階）

#### 2023年
- 高嶺のなでしこ たかねこフェス〜バレンタインパーティー2023〜(2月14日、KT Zepp Yokohama、ゲスト：HKT48 6期生・バンドじゃないもん!MAXX NAKAYOSHI、MC：村重杏奈)

- 高嶺のなでしこ 全国お招きツアー2023〜First trip〜
  - 4月23日、仙台darwin（ゲスト：アップアップガールズ（2））
  - 4月30日、大阪バナナホール（ゲスト：Appare!、真っ白なキャンバス）
  - 5月5日、福岡 BEAT STATION（ゲスト：LinQ）
  - 5月6日、広島 LIVE VANQUISH（ゲスト：STU48）
  - 6月18日、名古屋 THE BOTTOM LINE（ゲスト：TEAM SHACHI）
  - 6月23日、東京 Zepp Shinjuku（単独、TOUR FINAL）

- 高嶺のなでしこ 1周年記念ライブ 〜美しく生きろ〜
  - 9月3日、豊洲PIT
  - 11月19日、梅田TRAD（追加大阪公演）

- 高嶺のなでしこ たかねこフェス Vol.2 〜ウインターセッション2023〜(12月8日、新宿BLAZE、ゲスト：TEAM SHACHI、FRUITS ZIPPER)

- たかねこクリスマスパーティ2023（12月24日、横浜ベイホール）

#### 2024年
- 高嶺のなでしこ メジャーデビュー記念ライブ〜Beginning〜[75]
  - 4月8日、なんばHatch (大阪)
  - 4月18日、Zepp DiverCity(TOKYO) (東京)

- 高嶺のなでしこ全国ツアー2024“わたし色に染まれ”[76]
  - 5月12日、GORILLA HALL OSAKA（大阪）
  - 6月9日、仙台darwin（宮城）
  - 6月16日、名古屋ダイアモンドホール（愛知）
  - 6月23日、広島LIVE VANQUISH（広島）
  - 6月29日、福岡BEAT STATION（福岡）
  - 7月13日、TOKYO DOME CITY HALL（東京）

- 高嶺のなでしこ「2nd ファンミーティング〜成長発表会〜」（8月7日、豊洲PIT）[77]

- 高嶺のなでしこ 2周年記念 Zepp TOUR 2024 「瞬きさえ忘れる。」[78]
  - 9月15日、Zepp Sapporo(北海道)
  - 9月26日、Zepp Nagoya (愛知)
  - 9月27日、Zepp Osaka Bayside (大阪)
  - 9月29日、Zepp Fukuoka (福岡)
  - 10月6日、Zepp DiverCity(TOKYO) (東京)
  - 11月8日、KT Zepp Yokohama (後夜祭、神奈川)

- たかねこの秋祭り2024～FC limited～（10月25日～27日、SHIBUYA PLEASURE PLEASURE）[79][80]
  - 10月25日 19:00～ たかねこカラオケパーティー
  - 10月26日 14:00～ たかねコレクション2024 A/W 【女性限定】＆ミニライブ(スペシャルMC：納言、スペシャルゲスト：岡田結実)
  - 10月26日 18:00～ たかねコレクション2024 A/W 【男性限定】＆ミニライブ(スペシャルMC：納言、スペシャルゲスト：岡田結実)
  - 10月27日 14:00～ たかねこキュンキュン学園＆ミニライブ
  - 10月27日 18:00～ たかねこカラオケパーティー

- たかねこフェス〜オータムセッション〜 たかねこLiFE!（10月31日、EX THEATER ROPPONGI、ゲスト：iLiFE!、オープニングアクト：Ma'Scar'Piece）[81][82]

- たかねこクリスマスパーティー2024（12月25日、EX THEATER ROPPONGI）[83]

#### 2025年
- 高嶺のなでしこ ワンマンライブ 2025 〜Cute for life〜 supported by KOJI(2月14日、国立代々木競技場 第二体育館)[84]

- 高嶺のなでしこ 〜たかねこフェスvol.4　出張編〜[85]
  - 4月6日、福岡トヨタホールスカラエスパシオ(ゲスト：のんふぃく!、iLiFE!)
  - 4月13日、仙台PIT(ゲスト：JamsCollection、いぎなり東北産)
  - 4月19日、神戸 Harbor Studio(ゲスト：AVAM、夜光性アミューズ)
  - 4月27日、広島クラブクアトロ(ゲスト：わーすた、STU48)
  - 4月29日、新潟LOTS(ゲスト：OCHA NORMA、きゅるりんってしてみて)

- 高嶺のなでしこ 東名阪ツアー2025 – Spring Ride –[86]
  - 5月6日、岡谷鋼機名古屋公会堂 大ホール
  - 5月11日、NHK大阪ホール
  - 5月14日、LINE CUBE SHIBUYA

- 高嶺のなでしこ LIVE AROUND 2025 – Spring Ride –[87]
  - 6月20日、MAOLivehouse広州中大 (中国・広州)
  - 6月22日、万代南梦宫上海文化中心 梦想剧场 (バンダイナムコ上海文化センター 夢想劇場) (中国・上海)

- 高嶺のなでしこ 3rd ファンミーティング（8月7日、豊洲PIT）[88]

- TAKANE NO NADESHIKO LIVE 2025 SUMMER in SEOUL(8月24日、YES24 WANDERLOCH HALL) (韓国・ソウル)[89]

- 高嶺のなでしこ 3rd ANNIVERSARY CONCERT 「A Wonderful Encounter」(9月7日、幕張イベントホール)[90]

### リリースイベント

#### アンチファン (2022年)
- 9月17日、タワーレコード梅田NU茶屋町店(ミニライブ＆グループトーク会)
- 【台風中止】9月19日、タワーレコード難波店(ミニライブ＆グループトーク会)
- 9月24日・25日、オンライン(個別トーク会)
- 【振替】10月8日、タワーレコード難波店(ミニライブ＆グループトーク会)
- 10月26日、イオンモール幕張新都心グランドスクエア(ミニライブ＆グループトーク会)
- 10月29日、カメクロステージ特設ブース(ミニライブ＆グループトーク会)

#### メジャーデビューシングル「美しく生きろ/恋を知った世界」(2023年～2024年)
- 12月16日、中野ZERO大ホール(ミニライブ＆メンバーペア握手会)
- 12月17日、カメイドクロック・カメクロステージ(ミニライブ＆グループ握手会)
- 12月23日、KFCホール(個別握手会)
- 1月20日、Rensa(メンバーペア握手会)
- 1月21日、カメイドクロック・カメクロコート(ミニライブ＆グループ握手会)
- 1月27日、ダイバーシティ東京 フェスティバル広場（ミニライブ＆特典会、Devil ANTHEM.と合同）
- 1月28日、オンライン(サイン会・トーク会)
- 2月4日、エアポートウォーク名古屋(ミニライブ＆グループ握手会)
- 2月10日、セブンパーク天美(ミニライブ＆グループ握手会)
- 2月11日、タワーレコード錦糸町パルコ店(特典会（一日店長ご挨拶会）)
- 2月12日、タワーレコード新宿店(グループ握手会、グループショット撮影会)
- 2月16日、EX THEATER ROPPONGI(グループ握手会＆抽選会、「高嶺のなでしこ×JamsCollection×ILY:1 3マンライブ2024-Supported by カラオケまねきねこ」の会場内)
- 2月17日、オンライン(サイン会)
- 2月18日、オンライン(サイン会＆トーク会)
- 2月21日、東急歌舞伎町タワー前　歌舞伎町シネシティ広場・特設会場(ライブ＆グループ握手会)
- 2月22日、すみだ産業会館(個別撮影会)
- 2月23日、アリオ川口(ミニライブ＆グループ握手会&グループショット撮影会)
- 2月24日、すみだ産業会館(対面団体サイン会)
- 2月25日、TFTホール(個別握手会)
- 4月14日・19日、スペシャル絵柄PHOTOCARDイベント(詳細は当選者のみに告知)

#### 2ndシングル「I’M YOUR IDOL/アドレナリンゲーム」(2024年～2025年)[91]
- 9月16日、北海道・サッポロファクトリー アトリウム(ミニライブ&グループ握手会&グループショット撮影会)
- 9月22日 東京都・ららぽーと豊洲シーサイドデッキ メインステージ(ミニライブ&グループ握手会&グループショット撮影会)
- 9月23日、東京都・有明ガーデン3Fみんなのテラス(ミニライブ&グループ握手会&グループショット撮影会)
- 9月28日、福岡県・ららぽーと福岡(ミニライブ&グループ握手会&グループショット撮影会)
- 10月12日、東京都・サンシャインシティ展示ホールD-4(個別２ショット撮影会)
- 10月14日、大阪府・サンライズホールC(個別2ショット撮影会)
- 10月20日、東京都・ららぽーと立川立飛(ミニライブ&グループ握手会)
- 10月23日、オンラインイベント(オンラインサイン会&オンライントーク会)
- 11月2日、東京都・カメイドクロック・カメクロステージ(ミニライブ&グループ握手会、ミニライブは荒天のため中止)
- 11月4日、東京都・KFC Hall Annex(個別2ショット撮影会)
- 11月15日、オンライン(サイン会)
- 11月16日、神奈川県・ビナウォーク5番館(ミニライブ&グループ握手会)
- 11月17日、埼玉県・イオンレイクタウン kaze(ミニライブ&グループ握手会)
- 11月20日、東京都・某所(MVコメンタリー&MV衣装グループ撮影会、当選者限定)
- 11月23日、東京都・タワーレコード渋谷店 B1F CUTUP STUDIO(ライブ&全員握手会)
- 11月24日、神奈川県・ららぽーと湘南平塚　空の広場(ミニライブ&グループ握手会)
- 11月28日、オンライン
- 11月30日、愛知県・ららぽーと名古屋みなとアクルス(ミニライブ&グループ握手会&グループ撮影会)
- 12月1日、兵庫県・阪急西宮ガーデンズ(ミニライブ&グループ握手会&グループ撮影会)
- 12月7日、東京都・TOC有明 4F EASTホール1-2
- 12月8日、埼玉県・大宮ステラタウン(ミニライブ&グループ握手会)
- 12月10日、東京都・すみだ産業会館 サンライズホール
- 12月11日、東京都・池袋・サンシャインシティ噴水広場(ミニライブ&全員握手会)
- 12月12日、東京都・Studio Mixa(リリース・トビデル配信記念！トビデルたかねこ生配信！)
- 12月13日、オンライン(サイン会)
- 12月14日、千葉県・イオンモール幕張新都心 グランドモール1F グランドスクエア(ミニライブ&グループ握手会)
- 12月15日、東京都・渋谷ファーストタワー(スペシャルグッズ贈呈式)
- 12月15日、オンライン(トーク会、大抽選会)
- 1月11日、東京都・大崎ブライトコアホール(個別握手会)
- 2月1日、大阪府・松下IMPホール(個別握手会)
- 5月24日、東京都・TODA HALL & CONFERENCE TOKYO (HALL B)(個別握手会)

### 対バンなど

#### 2022年
- TOKYO IDOL FESTIVAL（8月7日、お台場・青海）
- IDOL SQUARE Summer Festival 2022（8月20日、日比谷野外大音楽堂）
- SHOWROOM夏まつり2022（8月21日、渋谷 MIYASHITA PARK）[92]
- @JAM EXPO 2022（8月27日、横浜アリーナ）
- エンドレスサマー2022（8月31日、duo MUSIC EXCHANGE）
- MARQUEE Fes.（9月13日、渋谷 Spotify O-EAST）
- IDOL SQUARE NEXT 9/15（9月15日、有楽町オルタナティブシアター）
- YUMENOHANASHI Premium LIVE 0918（9月18日、KBSホール）
- IDOL SQUARE NEXT（9月20日（夜公演）・23日、有楽町オルタナティブシアター）
- IDOL GARDEN 2022 AUTUMN（10月5日、LINE CUBE SHIBUYA）
- MISAKI IDOL FES（10月8日、みさき公園）
- MISAKI IDOL FES（10月9日、みさき公園）
- AION CINDERELLA DX - Who is CinderellA？-（10月13日、なかのZERO大ホール）
- TOKYO GIRLS GIRLS extra!!（10月21日、新宿ReNY）
- TGC FES YAMANASHI 2022（10月22日、河口湖ステラシアター）
- @ JAM×アイドル横丁 presents 秋葉原アイドルサーキット vol.2（11月3日、神田明神ホール）
- Liven up IDOL vol.3（11月12日、恵比寿ガーデンホール）
- TGC KITAKYUSHU 2022（11月19日、西日本総合展示場新館）
- IDOL STAGE FES Vol.4（11月21日、なかのZERO大ホール）
- WWS FESTIVAL vol.1 -Girls Side-（11月23日、SHIBUYA PLEASURE PLEASURE）
- 「インディーズアイドルチャンピオンシップ2022」ゲストパフォーマンス出演（12月8日、豊洲PIT）
- 『IDOL SQUARE 3~推しは推せる時に推せ~』（12月10日、神田スクウェアホール）
- 「SPARK 2022 in SHINAGAWA」（12月27日、品川インターシティーホール）

#### 2023年
- ニューイヤーだよ！六本木アイドルフェスティバル（1月7日、EXシアター六本木）
- @JAM PAITY vol.80（1月8日、横浜MMフロンティア）
- 謹賀新年!Appare!×高嶺のなでしこ×ナナランド 3マンライブ!（1月15日、Spotify O-WEST）
- 『iCON DOLL LOUNGE 2023』〜NEW YEAR MEETING!〜（1月16日、LIQUIDROOM）
- lopi lopi x YUMENOHANASHI PREMIUM LIVE 0122～OMEDETOU～（1月22日、KeyStudio）
- NABE presentsSNSで（たぶん）バズったフェス2023（3月20日、新宿住友ホール）
- MARQUEE FES.（5月17日、Spotify O-EAST）
- ガールズパーティー2023 春（5月21日、KeyStudio）
- Buzz Idol!（5月28日、Liquid Room）
- 豆柴の大群の道玄坂PARTY VOL.6～豆なでしこ～（6月5日、Spotify O-nest）
- 超Natuzome 2023（7月1日・2日、幕張海浜公園Gブロック）
- SPARK 2023 in YAMANAKAKO（7月16日、山中湖交流プラザ きらら）
- 六本木アイドルフェスティバル 2023（7月29日、六本木ヒルズアリーナ）
- TIF2023 “超”決起集会（8月1日、Spotify O-EAST）
- TOKYO IDOL FESTIVAL 2023 supported by にしたんクリニック（8月4日・6日、お台場・青海周辺エリア）
- Idol Runway Collection Supported by TGC（8月7日、国立代々木競技場 第二体育館）
- アイドル“ウタ”バースFES 2023（8月12日、SUMMER STATION LIVE アリーナ）
- NEO KASSEN 2023（8月17日、Spotify O-EAST）
- @JAM EXPO 2023（8月27日、横浜アリーナ）
- エンドレスサマー2023（8月31日、Spotify O-EAST）
- Fang Music Fes（9月18日、EXシアター六本木）
- NAKAYOSHI FES.2023（9月23日、Duo Music Exchange）
- Nanaland's Threeman Live（9月24日、Spotify O-WEST）
- TSUKUBA HEART BEAT Fes.2023（10月22日 つくばFC万博グラウンド）
- Let’s “Seeing is believing” in NAGOYA（10月28日、名古屋ボトムライン）
- Appare! HALLOWEEN 2023（10月28日、GARDEN新木場FACTORY）
- HEROINES HALLOWEEN（10月30日、豊洲PIT）
- HYPER HEROINES FES（11月26日、東武動物公園イベントステージHOLA!）
- たかねこライフ!（12月18日、KT Zepp Yokohama）

#### 2024年
- 謹賀新年！アイドル初夢ライブ supported by @ JAM（1月3日、Zepp DiverCity）
- CONTEMPO Vol. 1 MACAO JAPAN SPRING FESTIVAL(2月1日・3月23日・3月24日、The Londoner Theatre(マカオ))[93]
- HoneyWorks Presents ハニフェス ～女子校文化祭 日比谷～(4月29日、日比谷野外音楽堂、ハコニワリリィ・可憐なアイボリーとのスリーマンライブ)[94]
- お台場冒険王(7/27、フジテレビ本社屋エリア(クルマ買取はそこからエリア))

## 出演

### テレビ
- 音楽情報番組「Tune」（2022年9月2日・9日・16日・23日、フジテレビ） - 2022年9月度マンスリーアーティスト [95]
- プレミアMelodiX!（2022年10月17日、テレビ東京）
- ねる、取材行ってきます（2023年6月28日、フジテレビ）[96]
- ZIP!（2023年8月24日、日本テレビ）[97]
- 秋のアイドル大運動会（2023年9月11日・18日、日本テレビ）
- オールナイトフジコ（2023年10月21日・2024年6月8日・2024年8月31日、フジテレビ）
- 2023 FNS歌謡祭 第2夜（2023年12月13日、フジテレビ）
- あざとくて何が悪いの?（橋本）（2023年12月14日、テレビ朝日)
- 関内デビル（城月、日向端、松本、籾山）（2024年2月5日～9日、テレビ神奈川）[98]
- 新しいカギ（2024年2月24日、フジテレビ）[99]
- 歌のサンセット（2024年3月22日、テレビ東京）[100]
- 推しの木 （2024年5月21日、フジテレビ）[101]
- FNS鬼レンチャン歌謡祭 （2024年5月29日、フジテレビ）[102]
- 全力アピール アダムシアター （2024年7月15日～18日(深夜)、TBS）[103]
- FNS鬼レンチャン歌謡祭 ディレクターズカット（2024年8月11日、フジテレビ）[104]
- 芸能人が本気で考えた!ドッキリGP(涼海、橋本、東山、日向端、松本)（2024年9月14日、フジテレビ）[105]
- 関内デビル「たかねこクエスト」(毎週水曜日のコーナー)（2024年10月2日～、テレビ神奈川）[106]
- おはリナ!（2025年3月6日（予定）、東京メトロポリタンテレビジョン）[107]
- 5時に夢中!（2025年3月6日（予定）、東京メトロポリタンテレビジョン）[107]
- 5時に夢中!スピンオフ特番 ミルクにモ～夢中! TOKYO MX×ウェザーニュース×高嶺のなでしこ（2025年3月6日（予定）、東京メトロポリタンテレビジョン・ウェザーニューズ共同制作）[107][108]

### ラジオ(冠)
- 高嶺のなでしこのオールナイトニッポンX（2022年8月18日、ニッポン放送）[109]
- 高嶺のなでしこの夜遅くにごめん!（2023年5月5日 - 12月29日、NACK5『Hit Hit Hit!!!』内コーナー）
- 高嶺のなでしこのアイドル授業中!（2024年4月6日 - 9月28日、ミュージックバード）
- 高嶺のなでしこのらじおっちゅーの!（2024年10月5日 - 、FM大阪）[110]

### ラジオ(ゲスト)
- ラジオiNEWS（2023年4月6日・4月13日・4月20日・4月27日、ラジオNIKKEI第1）[111]
- 『wTHE◎笑◎ス◎テ◎♫wW』（涼海、橋本）（2023年12月31日、ニッポン放送）
- 虎ノ門 トレンド経済研究所（東山、葉月）（2024年2月22日[112]・2月29日[113]、ラジオNIKKEI第1）
- DJ KOO×REBOOT THE WORLD(涼海、橋本)(2024年3月30日[114]・4月6日[115]、ラジオ関西)
- Radio beyond Borders「RADIO RESIDENT」(籾山)(2025年5月マンスリーゲスト、5月7日・14日・21日・28日)[116]、FM COCOLO)
- 虎ノ門 トレンド経済研究所（星谷、松本）（2025年7月17日・7月24日、ラジオNIKKEI第1）

### その他メディア
- 生のアイドルが好き（橋本、松本、日向端）（2023年9月21日、ニコニコ生放送他）

- まいにち賞レース（東山）（2023年11月17日、テレ朝公式YouTube[117]）

- オーイシマサヨシ×鈴木愛理のアニソン神曲カバーでしょdeショー!! (橋本、松本、日向端)（2023年11月18日、テレ朝公式YouTube[118]）

- まいにち賞レース（橋本）（2023年12月1日、テレ朝公式YouTube[119]）

- HoneyWorks×ピュレグミ あなたの主題歌メーカー(松本、東山)(2023年12月4日(月)12:00～12月18日(月)11:59)[120]

- J-MELO（2024年7月15日、NHK WORLD-JAPAN[121])

- まいにち賞レース（東山）（2024年7月26日、テレ朝公式YouTube[122]）

- まいにち賞レース（籾山）（2024年8月30日、テレ朝公式YouTube[123]）

- しくじり先生 俺みたいになるな!!（橋本）（2024年10月11日・10月18日、ABEMA[124]）

- クイズ5GATES（日向端、籾山）（2025年3月24日、動画、はじめてみました【テレビ朝日公式】YouTube[125]）

- 【アイドルの本気】鈴木愛理が高嶺のなでしこと「可愛くてごめん」ダンスレッスン！「ざまあ顔」披露で大盛り上がり！バラエティで滑った時の可愛い挽回方法は？【でしょでしょ‼︎】(橋本、松本、籾山)（2025年4月19日、テレ朝公式YouTube[126]）

### オリジナルYouTube番組「TAKANEKO TUBE」
2025年3月6日から開始したYouTube番組。
毎週木曜日に新作が公開される。
キャッチフレーズは「笑いあり涙あり！？　どんなことにもチャレンジしていきます！」。
X（旧Twitter）のハッシュタグは「#たかねこちゅーぶ」。
| 回 | 公開日        | タイトル                                                                                                 | 出演者                                                 | 備考                                                                |
| -- | ------------- | --- | ------------------------------------------------------ | ------------------------------------------------------------------- |
| 1  | 2025年3月6日  | 【TAKANEKO-TV】#0 たかねこ学級会                                                                         | メンバー全員                                           |                                                                     |
| 2  | 2025年3月13日 | 【TAKANEKO-TV】#1 スポーツ女王決定戦＜前編＞                                                             | メンバー全員、久保孝真(三拍子)                         |                                                                     |
| 3  | 2025年3月20日 | 【TAKANEKO-TV】#2 スポーツ女王決定戦＜後編＞                                                             | メンバー全員、久保孝真(三拍子)                         |                                                                     |
| 4  | 2025年3月27日 | 【TAKANEKO-VLOG】#1 葉月&籾山 2ショット誕生日会                                                          | 葉月紗蘭、籾山ひめり                                   | 「赤坂焼肉 KINTAN」にて収録                                         |
| 5  | 2025年4月4日  | 【TAKANEKO-TV】#3 いちご狩りデスマッチ                                                                   | 城月菜央、涼海すう、春野莉々、星谷美来(MC)、松本ももな | 再編集のため1日遅れで公開                                           |
| 6  | 2025年4月10日 | 【TAKANEKO-TV】#4 おバカ女王決定戦＜前編＞                                                               | メンバー全員、ラパルフェ                               | 国語・英語                                                          |
| 7  | 2025年4月17日 | 【TAKANEKO-TV】#5 おバカ女王決定戦＜後編＞                                                               | メンバー全員、ラパルフェ                               | 算数・社会・理科                                                    |
| 8  | 2025年4月24日 | 【TAKANEKO-TV】#6 橋本&日向端でホラーゲーム実況してみた                                                  | 橋本桃呼、日向端ひな                                   | ホラーゲーム「呪われたデジカメ」の実況に挑戦！                      |
| 9  | 2025年5月1日  | 【TAKANEKO-VLOG】#2 涼海&春野の神戸街ブラ                                                                | 涼海すう、春野莉々                                     | 神戸元町商店街                                                      |
| 10 | 2025年5月9日  | 【TAKANEKO-MAKING】#1 アー写&ROUND1コラボビジュアル撮影                                                  | メンバー全員                                           | 諸般の事情により金曜に公開                                          |
| 11 | 2025年5月15日 | 【TAKANEKO-MAKING】#2 たかねこフェス裏側密着！東山がデレデレ…！？                                        | メンバー全員、たかねこフェス出演グループ               |                                                                     |
| 12 | 2025年5月22日 | 【TAKANEKO-TV】#7 城月＆星谷でカワウソの幼稚園に行ったよ！                                               | 城月菜央、星谷美来                                     |                                                                     |
| 13 | 2025年5月29日 | 【TAKANEKO-MAKING】#3 新曲初披露！たかねこ東名阪ツアー - Spring Ride - に密着しました！                  | メンバー全員                                           |                                                                     |
| 14 | 2025年6月5日  | 【TAKANEKO-TV】#8 ROUND1で英語禁止ボウリングしたら珍プレー続出！？                                       | メンバー全員、鈴木拓                                   | この回以降、春野莉々は活動休止のため出演せず                        |
| 15 | 2025年6月13日 | 【TAKANEKO-TV】#9 点数が悪かったら強制終了!?JOYSOUNDチャレンジ採点カラオケに挑戦！                       | メンバー全員                                           | 諸般の事情により金曜に公開                                          |
| 16 | 2025年6月19日 | 【TAKANEKO-VLOG】#3 橋本＆東山の2ショットお誕生日会！                                                    | 橋本桃呼、東山恵里沙                                   | 「オイスター＆スパニッシュ イタリアンバル スパイラル 渋谷」にて収録 |
| 17 | 2025年6月26日 | 【TAKANEKO-TV】#10 末っ子の包丁さばきにメンバー驚愕!? 料理モンスター決定戦＜前編＞                       | メンバー全員                                           |                                                                     |
| 18 | 2025年7月3日  | 【TAKANEKO-TV】#11 いよいよ結果発表！料理モンスター決定戦＜後編＞                                        | メンバー全員                                           |                                                                     |
| 19 | 2025年7月10日 | 【TAKANEKO-TV】#12 珍回答続出!?一番よく知っているのは誰？クイズ城月菜央！                                | メンバー全員                                           |                                                                     |
| 20 | 2025年7月18日 | 【TAKANEKO-TV】#13 この夏たかねこをもっと知りたい方必見！ここだけは押さえておきたい『高嶺の8曲』を紹介！ | メンバー全員                                           | 一部再編集のため金曜に公開                                          |
| 21 | 2025年7月24日 | 【TAKANEKO-TV】#14 裏切り者は誰だ!? たかねこ人狼ゲーム！                                                 | メンバー全員                                           |                                                                     |